# Roger Hochberg
Roger Hochberg è un personaggio dei fumetti pubblicati dalla Marvel Comics, è un compagno di studi di Peter Parker.

## Biografia
Roger è nella biblioteca dell'Empire State University quando il Fantasma Rosso vi fa irruzione con le sue scimmie, il criminale vede nello spaurito ragazzo uno scomodo testimone e decide di sbarazzarsene, fortunatamente l'intervento di Spidey mette in salvo il poveretto. Il giorno dopo Peter cerca di stringere amicizia con Roger, in cui rivede se stesso, e lo invita ad un party, inizialmente il timido giovanotto diventa lo zimbello della festa ma quando Kragoff attacca nuovamente è l'unico a mantenere la calma e a chiamare la polizia, guadagnando i suoi quindici minuti di fama. Successivamente, Roger e Peter sono insieme nel laboratorio dell'E.S.U. quando quest'ultimo riceve la telefonata di una spaventata Betty Brant. In seguito, Roger inizia a frequentare la spigliata Mia Carrera, durante un'uscita a cui partecipa anche Peter il terzetto assiste alla prima sortita dello spaventoso Vermin. Quando la madre è ricoverata in ospedale, Roger si confida con Peter esponendogli i suoi problemi economici, per sua fortuna il ragazzo incappa nella gang della Coniglia Bianca che anche Spidey sta inseguendo e contribuisce alla sua cattura incassando una parte della taglia. Invece, quando Peter decide di lasciare l'Università è proprio Roger uno dei primi a cui lo confida. Le disavventure di Roger continuano quando la supercriminale Corona irrompe nel laboratorio in cui sta tenendo una lezione, fortunatamente senza provocare feriti. Quando sua madre muore, Roger presenzia al funerale accogliendo gli amici Peter e MJ, successivamente la coppia gli fa visita a casa per festeggiare lo shiva. Infine, Hochberg mette involontariamente Peter sulle tracce di alcuni terroristi rivelandogli il furto di alcuni detonatori nucleari.